# Ніколо Вітторі
Ніколо Вітторі (італ. Nicolò Vittori, 13 березня 1909 — 26 травня 1988) — італійський академічний веслувальник.
Олімпійський чемпіон 1928 року в складі розпашної четвірки зі стерновим.
Чемпіон Європи 1929, 1932, 1933, 1934 років у складі розпашної четвірки зі стерновим, срібний призер 1930 року в складі розпашної четвірки зі стерновим, бронзовий призер 1935 року в складі розпашної четвірки зі стерновим.